# E3 BinckBank Classic 2020
La 63.ª edición de la clásica ciclista E3 BinckBank Classic, era una carrera en Bélgica que se celebraría el 27 de marzo de 2020. 
Sin embargo, debido a la pandemia de COVID-19, el gobierno de Bélgica prohibió  cualquier evento deportivo en su territorio para evitar los contagios, por lo tanto la organización Flanders Classics decidió cancelar todas las competencias de ciclismo.
La carrera formaría parte del UCI WorldTour 2020, calendario ciclístico de máximo nivel mundial, donde era la undécima carrera de dicho circuito.

## Recorrido
La E3 Harelbeke hubiera dispuesto de un recorrido con 15 cotas algunas de ellas adoquinadas, igual que la edición anterior, sin embargo, manteniendo su mismo recorrido, donde los primeros 100 km no tenían mucha dificultad a excepción de las tres cotas en los kilómetros 28, 82 y 98 de carrera. Los últimos 106 km concentrarían 13 subidas, donde se destacaba el Taaienberg, el Paterberg  con su pendiente del 12% y 20% de máximo y el Oude Kwaremont con sus 2200 metros de pavé y una pendiente media del 4,2%.
| Número | Nombre              | Km    | Longitud (m) | Pendiente media |
| ------ | ------------------- | ----- | ------------ | --------------- |
| 1      | Katteberg           | 28,5  | 750          | 11 %            |
| 2      | La Houppe           | 82,5  | 1880         | 10 %            |
| 3      | Hogerlucht          | 98,3  | 1350         | 4,5 %           |
| 4      | Knokteberg          | 108,5 | 1260         | 5,3 %           |
| 5      | Hotondberg          | 112,4 | 1200         | 4 %             |
| 6      | Kortekeer           | 119,5 | 1000         | 8 %             |
| 7      | Taaienberg          | 124,2 | 650          | 9,5 %           |
| 8      | Berg Ten Stene      | 132,1 | 1300         | 9 %             |
| 9      | Boigneberg          | 137,3 | 1000         | 13,3 %          |
| 10     | Stationberg         | 146,5 | 700          | 3,2 %           |
| 11     | Kapelberg           | 157,4 | 750          | 14 %            |
| 12     | Paterberg           | 161,5 | 700          | 12,9 %          |
| 13     | Oude Kwaremont      | 164,3 | 2200         | 11,6 %          |
| 14     | Karnemelkbeekstraat | 172,1 | 1530         | 14 %            |
| 15     | Tiegemberg          | 183,9 | 1000         | 9 %             |